# Claudia Kolb
Claudia Ann Kolb (Hayward, 19 de dezembro de 1949) é uma ex-nadadora norte-americana, ganhadora de duas medalhas de ouro nos Jogos Olímpicos da Cidade do México em 1968.
Ganhou sua primeira medalha olímpica nos Jogos Olímpicos de Tóquio em 1964, quando tinha apenas 14 anos de idade. Foi uma medalha de prata nos 200 metros peito
Foi recordista mundial dos 200 metros medley em 1967, e dos 400 metros medley entre 1967 e 1972.